# Get to Know Your Rabbit
Get to Know Your Rabbit is een Amerikaanse filmkomedie uit 1972 onder regie van Brian De Palma.

## Verhaal
De zakenman Donald Beeman wil een goochelaar worden. Hij gaat in de leer bij mijnheer Delasandro om de knepen van het vak te leren. Zo hoopt hij ook van zijn baas af te komen. Als eerste leert hij er tapdansen.

## Rolverdeling
| Acteur          | Personage            |
| --------------- | -------------------- |
| Tom Smothers    | Donald Beeman        |
| John Astin      | Mijnheer Turnbull    |
| Susanne Zenor   | Paula                |
| Samantha Jones  | Susan                |
| Allen Garfield  | Vic                  |
| Katharine Ross  | Aantrekkelijk meisje |
| Orson Welles    | Mijnheer Delasandro  |
| Hope Summers    | Mevrouw Beeman       |
| Jack Collins    | Mijnheer Reese       |
| George Ives     | Mijnheer Morris      |
| Robert Ball     | Mijnheer Weber       |
| M. Emmet Walsh  | Mijnheer Wendel      |
| Helen Page Camp | Mevrouw Wendel       |
| Pearl Shear     | Flo                  |
| Charles Lane    | Mijnheer Beeman      |